# Sör-Rabbotjärnen
Sör-Rabbotjärnen är en sjö i Örnsköldsviks kommun i Ångermanland och ingår i Nätraåns huvudavrinningsområde.